# Speovelia
Speovelia är ett släkte av insekter. Speovelia ingår i familjen vattenspringare.
Kladogram enligt Catalogue of Life:
| Speovelia | \| \| Speovelia maritima \| \| \| \| \| \| Speovelia mexicana \| \| \| \| |
|           | \| \| Speovelia maritima \| \| \| \| \| \| Speovelia mexicana \| \| \| \| |
|           | Cryptovelia                                                               |
|           |                                                                           |
|           | Darwinivelia                                                              |
|           |                                                                           |
|           | Madeovelia                                                                |
|           |                                                                           |
|           | Mesovelia                                                                 |
|           |                                                                           |
|           | Mesoveloidea                                                              |
|           |                                                                           |
|           | Mniovelia                                                                 |
|           |                                                                           |
|           | Phrynovelia                                                               |
|           |                                                                           |
|           | Speovelia maritima                                                        |
|           |                                                                           |
|           | Speovelia mexicana                                                        |
|           |                                                                           |

|  | Speovelia maritima |
|  |                    |
|  | Speovelia mexicana |
|  |                    |